# Hryhorij Foszczij
Hryhorij Hryhorowycz Foszczij, ukr. Григорій Григорович Фощій, ros. Григорий Григорьевич Фощий, Grigorij Grigorjewicz Foszczij (ur. 15 września 1951 w Czehryniu, w obwodzie czerkaskim) – ukraiński piłkarz, grający na pozycji pomocnika, trener piłkarski.

## Kariera piłkarska
W 1972 rozpoczął karierę piłkarską w amatorskim zespole Łokomotyw Smiła. W 1973 został zaproszony do drugoligowego klubu Trud Woroneż. Po dwóch sezonach powrócił do Łokomotywu Smiła. W 1977 został piłkarzem Desny Czernihów, a w 1980 przeniósł się do Dnipra Czerkasy. Następnie występował w amatorskich zespołach Awanhard Smiła, Traktor Czehryń i Chimik Czerkasy. W 1989 dołączył do Rotora Czerkasy, w którym zakończył karierę piłkarza w roku 1991.

## Kariera trenerska
Karierę szkoleniowca rozpoczął po zakończeniu kariery piłkarza. Najpierw trenował zespoły amatorskie Chimik Czerkasy, Rotor Czerkasy i Kołos Czornobaj. Potem pracował w sztabie szkoleniowym FK Czerkasy. Od maja do końca 2002 prowadził razem z Ołeksandrem Kyrylukem czerkaski klub. W 2010 po utworzeniu klubu Sławutycz Czerkasy został mianowany na stanowisko dyrektora sportowego.

## Sukcesy i odznaczenia

### Sukcesy piłkarskie
Łokomotyw Smiła
- finalista Pucharu Ukraińskiej SRR: 1975